# セリック
セリック株式会社（SERIC LTD.）は、主に人工太陽照明SOLAXの製品を設計、製造、販売する会社。

## 概要
社名の由来はSatoh Engineering Research Industry Co., Ltd.の頭文字をとってSERIC LTD.としたもの。ロゴマークは、電子を表したもの。非常に小さな物質だが、大変大きなことが出来ると共に、素晴らしい働きをする。この電子のように小さいながらも、社会に役立つ素晴らしい仕事をしたいとの願いからこのマークを定めた。
太陽の光を必要としているすべての人にそれを届ける、という理念のもと、人工太陽照明を開発、その活躍の場は塗装業界、化粧品業界や美術業界など多岐にわたる。
太陽光を忠実に再現する人工太陽照明灯「SOLAX」は、正午±2時間に届く太陽光と同じ特性を照射する装置で、人の健康に効果があると言われている近紫外線を含む連続光である。

## 主な商品
人工太陽照明を用いた照明機器。
- SOLAX 100wシリーズ
  - XC-100□
  - XC-100□F
  - XC-100□SS
  - XC-100□FSS
- SOLAX 500Wシリーズ
  - XC-500□
  - XC-500□F
  - XC-500□SS
  - XC-500□FSS
- エボリューションシリーズ
  - SOLAX-EVO III
  - SOLAX-EVO III-6
- 標準光源シリーズ 100W
  - SLB-604K
  - SLB-603K
  - SLB-602K
  - SLB-601K

## 受賞歴
- 2009年（平成21年）4月 - 発明指導教育の功績に対し東久邇宮記念賞を受賞（佐藤泰司）
- 2002年（平成14年）2月 - 医療・健康福祉用人工太陽照明灯に対し中小企業異業種交流財団異業種交流成果表彰事業 優秀製品賞を受賞（東京都異業種交流プラザH6グループ：セリック、カナツー、プロダクト デザインKENの3社共同）
- 1996年（平成8年）5月 - 人工太陽照明灯の開発功績に対し黄綬褒章を受章（佐藤泰司）
- 1992年（平成4年）4月 - 人工太陽照明灯の開発功績に対し科学技術長官賞を受賞（佐藤泰司）
- 1991年（平成3年）2月 - 人工太陽照明灯に対し発明大賞笹川特別賞を受賞（佐藤泰司）